# 무표정

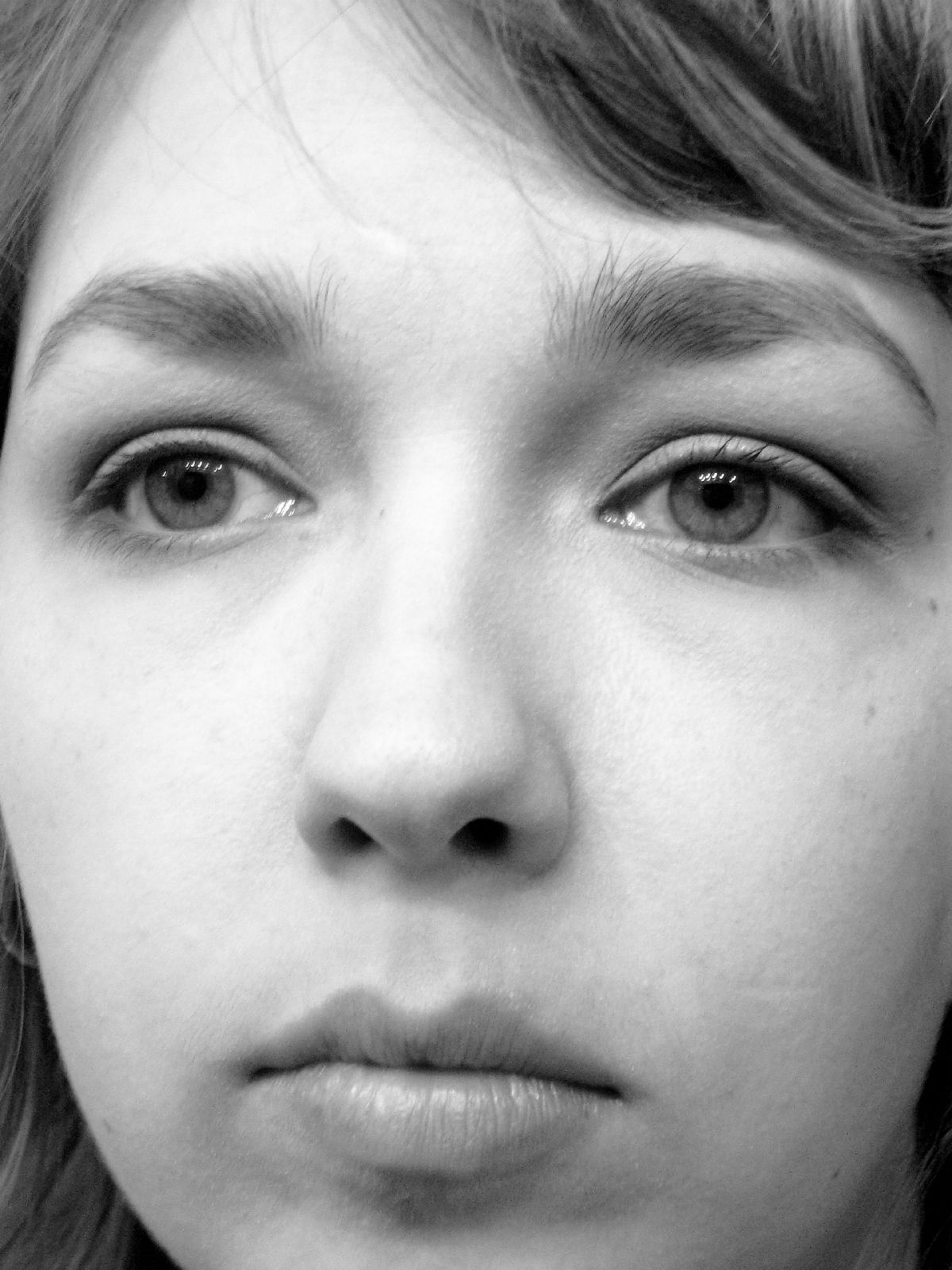
무표정한 여성

무표정(無表情)은 아무런 감정도 드러내지 않은 상태, 또는 그런 얼굴 표정을 말한다. 무표정은 감정 결핍, 지루함, 약간의 혼란, 우울함의 신호 등으로 인해 나타나며, 특히 남에게 감정을 숨길 때 짓는 무표정은 포커 용어로 포커 페이스라고도 한다. 수면 상태에서 사람은 보통 대부분 무표정을 짓는다.

## 같이 보기
- 포커 페이스